# Bematistes ugandae
Bematistes ugandae är en fjärilsart som beskrevs av Van Someren 1936. Bematistes ugandae ingår i släktet Bematistes och familjen praktfjärilar. Inga underarter finns listade i Catalogue of Life.